# Arcidiocesi di Sucre

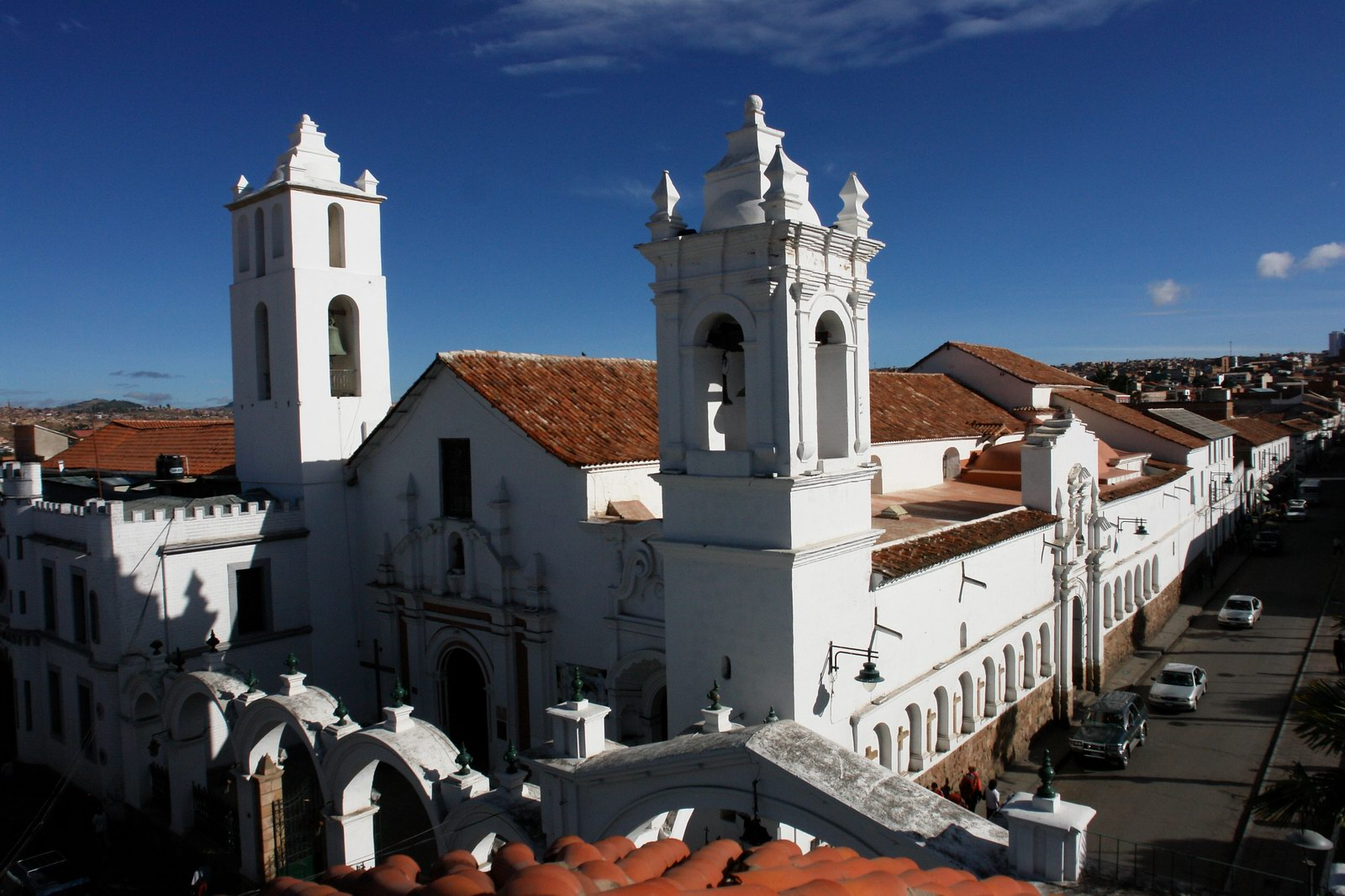
La basilica minore di San Francesco a Sucre.

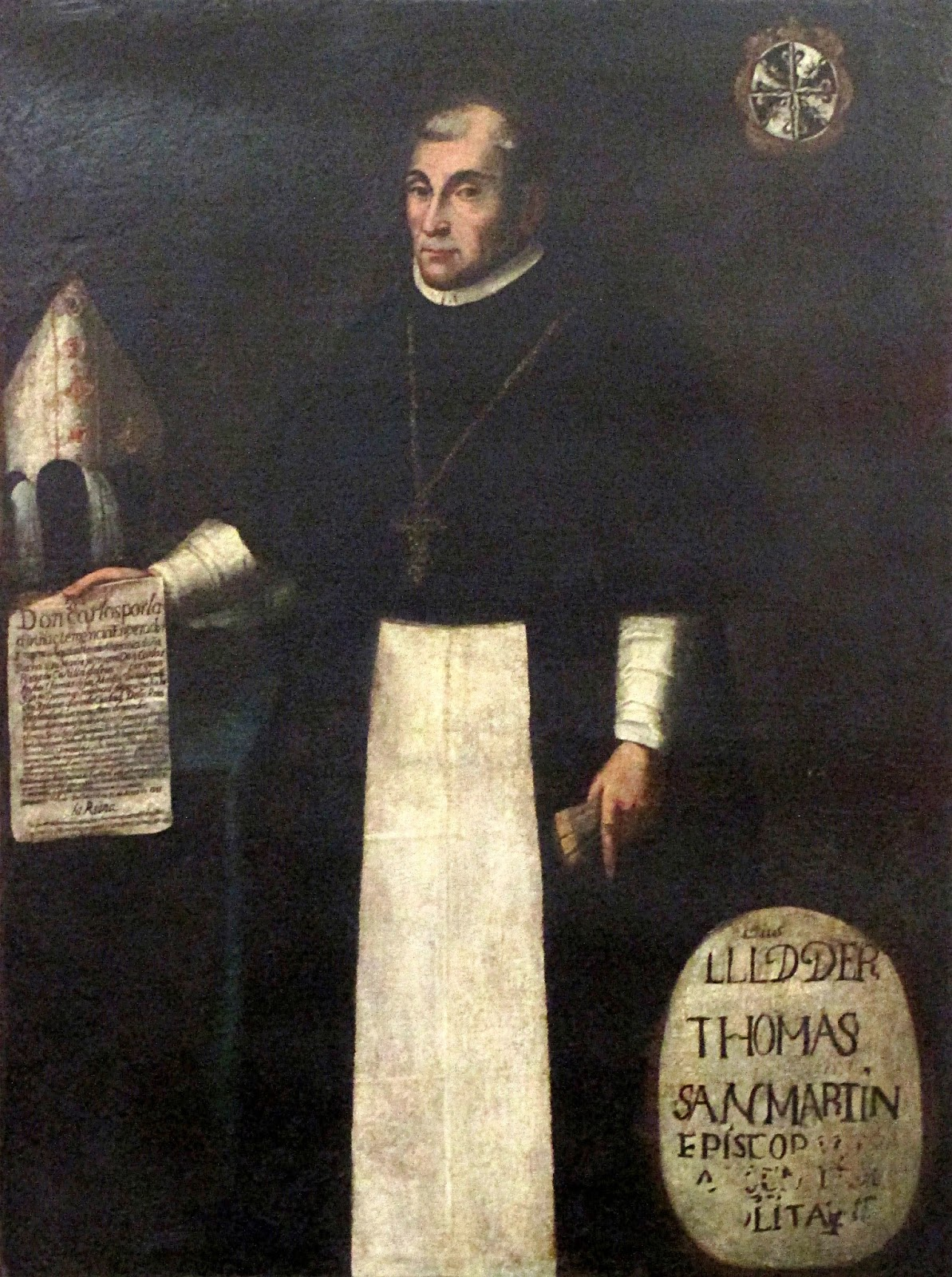
Tomás de San Martín, primo vescovo di Sucre.

L'arcidiocesi di Sucre (in latino Archidioecesis Sucrensis) è una sede metropolitana della Chiesa cattolica in Bolivia. Nel 2023 contava 542.000 battezzati su 610.000 abitanti. È retta dall'arcivescovo Ricardo Ernesto Centellas Guzmán.

## Territorio
L'arcidiocesi comprende il dipartimento boliviano di Chuquisaca, ad eccezione di alcune località delle province di Hernando Siles e di Luis Calvo, che appartengono al vicariato apostolico di Camiri.
Sede arcivescovile è la città di Sucre, dove si trovano la cattedrale di Nostra Signora di Guadalupe e la basilica minore di San Francesco.
Il territorio si estende su 51.124 km² ed è suddiviso in 50 parrocchie, raggruppate in 5 vicarie episcopali: San Matteo, San Marco, San Luca, San Giovanni evangelista, Vergine di Guadalupe.

## Storia
La diocesi di La Plata o Charcas (Platensis seu Carcassensis) fu eretta il 27 giugno 1552 con la bolla Super specula militantis Ecclesiae di papa Giulio III, ricavandone il territorio dalla diocesi di Cusco (oggi arcidiocesi). Originariamente era suffraganea dell'arcidiocesi di Lima.
Il 27 giugno 1561 cedette una porzione del suo territorio a vantaggio dell'erezione della diocesi di Santiago del Cile (oggi arcidiocesi).
Il 4 e il 5 luglio 1605 cedette altre porzioni di territorio a vantaggio dell'erezione rispettivamente delle diocesi di La Paz e di Santa Cruz de la Sierra (oggi entrambe arcidiocesi).
Il 20 luglio 1609 fu elevata al rango di arcidiocesi metropolitana con la bolla Onerosa pastoralis di papa Paolo V. In origine la provincia ecclesiastica era tanto vasta da comprendere, oltre a tutta la Bolivia, anche il Cile, l'Argentina e il Paraguay.
Il seminario diocesano venne istituito nel 1595 all'epoca del vescovo Alonso Ramírez Vergara, ed assunse il nome di Seminario Conciliar de San Cristóbal nel 1681 ad opera del vescovo Cristóbal de Castilla y Zamora; uno dei maggiori riformatori del seminario fu l'arcivescovo Pedro Miguel Argandoña Pastene Salazar (1762-1775).
In seguito, l'arcidiocesi ha ceduto porzioni del suo territorio a vantaggio di diverse nuove circoscrizioni ecclesiastiche, e precisamente:
- la diocesi di Salta (oggi arcidiocesi) il 28 maggio 1806;
- la diocesi di Cochabamba (oggi arcidiocesi) il 25 giugno 1847;
- la missione sui iuris di Antofagasta (oggi arcidiocesi) nel 1881;
- il vicariato apostolico del Chaco (oggi vicariato apostolico di Camiri) il 22 maggio 1919;
- le diocesi di Oruro, di Potosí e di Tarija l'11 novembre 1924. In seguito a questi ultimi cambiamenti, ha assunto l'attuale denominazione.

L'11 febbraio 2021, con la costituzione apostolica A Domino ipso, papa Francesco ha concesso all'arcivescovo di Sucre il titolo di primate di Bolivia.

## Cronotassi dei vescovi
Si omettono i periodi di sede vacante non superiori ai 2 anni o non storicamente accertati.
- Tomás de San Martín, O.P. † (27 giugno 1552 - 25 agosto 1555[4] deceduto)
  - Sede vacante (1555-1562)
  - Fernando Gonzalez de la Cuesta † (27 giugno 1561 - ?) (vescovo eletto)[5]
- Domingo de Santo Tomás, O.P. † (6 luglio 1562 - 28 febbraio 1570 deceduto)
  - Sede vacante (1570-1579)
  - Fernando de Santillán † (17 ottobre 1572 - 8 giugno 1574 deceduto) (vescovo eletto)
- Alonso Ramirez Granero de Ávalos † (9 gennaio 1579 - 19 novembre 1585 deceduto)
- Alfonso de la Cerda, O.P. † (6 novembre 1587 - 25 giugno 1592 deceduto)
- Alonso Ramírez Vergara, O.S. Iacobi † (17 giugno 1594 - 19 novembre 1602 deceduto)
  - Sede vacante (1602-1605)
- Luis López de Solís, O.S.A. † (18 luglio 1605 - 5 luglio 1606 deceduto)[6]
  - Sede vacante (1606-1609)
  - Diego de Zambrana y Guzmán † (14 gennaio 1608 - ? deceduto) (vescovo eletto)
- Alonso de Peralta † (14 gennaio 1609 - 3 dicembre 1614[7] deceduto)
- Jerónimo Tiedra Méndez, O.P. † (14 novembre 1616 - 22 marzo 1622[8] deceduto)
- Hernando de Arias y Ugarte † (15 aprile 1624 - 29 maggio 1628 nominato arcivescovo di Lima)
- Francisco Sotomayor, O.F.M. † (5 giugno 1628 - 5 febbraio 1630 deceduto)
  - Sede vacante (1630-1635)
- Francisco Vega Borja, O.S.B. † (9 luglio 1635 - 23 giugno 1644 deceduto)
- Pedro de Oviedo Falconi, O. Cist. † (21 agosto 1645 - 13 ottobre 1649 deceduto)
- Juan Alonso y Ocón † (17 luglio 1651 - 29 giugno 1656 deceduto)
  - Sede vacante (1656-1659)
- Gaspar de Villarroel, O.S.A. † (17 gennaio 1659 - 12 ottobre 1665 deceduto)[9]
  - Sede vacante (1665-1672)
  - Bernardo de Izaguirre Reyes † (15 luglio 1669 - 17 marzo 1670 deceduto) (arcivescovo eletto)
- Melchor Liñán y Cisneros † (8 febbraio 1672 - 14 giugno 1677 nominato arcivescovo di Lima)
- Cristóbal de Castilla y Zamora † (8 novembre 1677 - 7 ottobre 1683 deceduto)
- Bartolomé González y Poveda † (9 aprile 1685 - 26 novembre 1692 deceduto)
- Juan Queipo de Llano y Valdés † (19 aprile 1694 - 29 luglio 1708[10] deceduto)
  - Sede vacante (1708-1714)
  - Pedro Vázquez de Velasco † (1711, ma 1710 deceduto) (arcivescovo eletto postumo)
- Diego Morcillo Rubio de Auñón de Robledo, O.SS.T. † (21 marzo 1714 - 12 maggio 1723 nominato arcivescovo di Lima)
  - Juan de Nicolalde † (12 maggio 1723 - 14 maggio 1724 deceduto) (arcivescovo eletto)
- Luis Francisco Romero † (19 novembre 1725 - 28 novembre 1728 deceduto)
- Alonso del Pozo y Silva † (24 luglio 1730 - prima del 22 gennaio 1742 dimesso)
- Agustín Rodríguez Delgado † (22 gennaio 1742 - 14 giugno 1746 nominato arcivescovo di Lima)
  - Salvador Bermúdez y Becerra † (14 giugno 1746 - 29 dicembre 1747 deceduto) (arcivescovo eletto)
- Gregorio de Molleda y Clerque † (4 settembre 1747 - 1º aprile 1756 deceduto)
  - Bernardo de Arbiza y Ugarte † (23 maggio 1757, ma 20 ottobre 1756 deceduto) (arcivescovo eletto postumo)
- Cayetano Marcellano y Agramont † (13 marzo 1758 - 28 agosto 1760 deceduto)
- Pedro Miguel Argandoña Pastene Salazar † (25 gennaio 1762 - 11 agosto 1775 deceduto)
- Francisco Ramón Herboso y Figueroa, O.P. † (16 settembre 1776 - 29 aprile 1782 deceduto)
  - Sede vacante (1782-1784)
- José Campos Julián, O.C.D. † (20 settembre 1784 - 25 marzo 1804 deceduto)
- Benito María de Moxó y Francolí, O.S.B. † (26 giugno 1805 - 11 aprile 1816 deceduto)
- Diego Antonio Navarro Martín de Villodres † (16 marzo 1818 - 1827 deceduto)
  - Sede vacante (1827-1835)
- José María Mendizábal † (24 luglio 1835 - settembre 1846 deceduto)
  - Sede vacante (1846-1855)
- Manuel Ángel del Prado Cárdenas † (28 settembre 1855 - settembre 1858 deceduto)
  - Sede vacante (1858-1861)
- Pedro José Puch y Solona † (23 dicembre 1861 - 25 novembre 1885 deceduto)
- Pedro José Cayetano de la Llosa, C.O. † (14 novembre 1887 - 2 agosto 1897 deceduto)
- Miguel de los Santos Taborga † (1º marzo 1898 - 30 aprile 1906 deceduto)
- Sebastiano Francisco Pifferi, O.F.M. † (30 aprile 1906 succeduto - 4 febbraio 1912 deceduto)
- Victor Arrién (Arrieu) † (13 gennaio 1914 - 14 dicembre 1922 dimesso[11])
- Luigi Francesco Pierini, O.F.M. † (31 ottobre 1923 - 28 ottobre 1939 deceduto)
- Daniel Rivero Rivero † (3 febbraio 1940 - 26 ottobre 1951 dimesso[12])
- José Clemente Maurer, C.SS.R. † (27 ottobre 1951 - 30 novembre 1983 ritirato)
- René Fernández Apaza † (30 novembre 1983 succeduto - 16 aprile 1988 nominato arcivescovo di Cochabamba)
- Jesús Gervasio Pérez Rodríguez, O.F.M. † (6 novembre 1989 - 2 febbraio 2013 ritirato)
- Jesús Juárez Párraga, S.D.B. (2 febbraio 2013 - 11 febbraio 2020 ritirato)
- Ricardo Ernesto Centellas Guzmán, dall'11 febbraio 2020

## Statistiche
L'arcidiocesi nel 2023 su una popolazione di 610.000 persone contava 542.000 battezzati, corrispondenti all'88,9% del totale.
| anno | popolazione | popolazione | popolazione | presbiteri | presbiteri | presbiteri | presbiteri                | diaconi | religiosi | religiosi | parrocchie |
| anno | battezzati  | totale      | %           | numero     | secolari   | regolari   | battezzati per presbitero | diaconi | uomini    | donne     | parrocchie |
| ---- | ----------- | ----------- | ----------- | ---------- | ---------- | ---------- | ------------------------- | ------- | --------- | --------- | ---------- |
| 1950 | 370.000     | 390.000     | 94,9        | 66         | 35         | 31         | 5.606                     |         | 58        | 111       | 34         |
| 1966 | 398.000     | 400.000     | 99,5        | 82         | 51         | 31         | 4.853                     |         | 44        | 108       | 41         |
| 1970 | 380.000     | 400.000     | 95,0        | 70         | 39         | 31         | 5.428                     |         | 45        |           | 40         |
| 1976 | 510.000     | 540.000     | 94,4        | 67         | 37         | 30         | 7.611                     |         | 42        | 116       | 42         |
| 1980 | 471.800     | 476.000     | 99,1        | 65         | 35         | 30         | 7.258                     | 1       | 46        | 180       | 43         |
| 1990 | 481.000     | 501.000     | 96,0        | 69         | 44         | 25         | 6.971                     |         | 35        | 185       | 43         |
| 1999 | 447.892     | 479.892     | 93,3        | 58         | 31         | 27         | 7.722                     |         | 41        | 228       | 43         |
| 2000 | 480.379     | 512.379     | 93,8        | 67         | 42         | 25         | 7.169                     |         | 37        | 245       | 44         |
| 2001 | 493.875     | 522.431     | 94,5        | 74         | 51         | 23         | 6.673                     |         | 35        | 247       | 44         |
| 2002 | 481.807     | 531.522     | 90,6        | 80         | 57         | 23         | 6.022                     |         | 34        | 244       | 44         |
| 2003 | 486.012     | 546.130     | 89,0        | 86         | 63         | 23         | 5.651                     | 1       | 33        | 246       | 44         |
| 2004 | 473.967     | 552.619     | 85,8        | 83         | 59         | 24         | 5.710                     | 1       | 39        | 257       | 44         |
| 2010 | 542.000     | 618.000     | 87,7        | 91         | 67         | 24         | 5.956                     | 1       | 46        | 205       | 45         |
| 2014 | 582.000     | 664.000     | 87,7        | 94         | 78         | 16         | 6.191                     |         | 31        | 182       | 44         |
| 2017 | 598.657     | 684.743     | 87,4        | 94         | 77         | 17         | 6.368                     | 1       | 25        | 181       | 50         |
| 2020 | 588.871     | 695.940     | 84,6        | 92         | 77         | 15         | 6.400                     | 2       | 32        | 200       | 50         |
| 2022 | 534.855     | 602.518     | 88,8        | 84         | 72         | 12         | 6.367                     | 2       | 14        | 112       | 50         |
| 2023 | 542.000     | 610.000     | 88,9        | 84         | 72         | 12         | 6.452                     |         | 14        | 112       | 50         |